# Tajammu al-Arabi
Tajammu al-Arabi (em árabe: تجمع العربي), traduzido como Agrupamento Árabe ou Aliança Árabe, foi uma milícia  tribal árabe e organização política sudanesa que operou no oeste do Sudão e no leste do Chade no final dos anos 1980 sob o patrocínio da Líbia. A organização foi organizada por líderes tribais e militantes da Legião Islâmica no contexto dos conflitos étnico-tribais que estavam ocorrendo em Darfur entre os árabes bagaras e os furis naqueles anos. Embora alegasse que seu objetivo era apenas representar e defender os interesses das tribos árabes, a organização foi descrita por Gérard Prunier como "uma organização militantemente racista e pan-arabista que enfatizava o caráter 'árabe' da província". Os estudiosos concordam que Tajammu al-Arabi desempenhou um papel importante na criação dos Janjaweed, que operam na região até hoje.

## Histórico
Sua composição tinha antecedentes em milícias tribais locais e nas forças mercenárias de Muammar Gaddafi que operaram no Sahel durante as décadas de 1970 e 1980, especialmente no Chade. Embora as origens remotas desse grupo sejam incertas, a organização possuía estreita ligação a Legião Islâmica da Líbia e em sua da'wa missionária, que se inspiraram em uma ideologia racista e reduziram as causas do caos saheliano das décadas de 1970 e 1980 a "árabes versus africanos".